# Госс, Александра
Александра Госс (пол. Aleksandra Goss; род. 30 августа 1989 года) — польская конькобежка, многократная чемпионка Польши в скоростном катании на роликах, 3-кратная чемпионка и 11-кратная призёр Польши в конькобежном спорте.

## Биография
Александра Госс начала кататься на коньках и роликах в раннем детстве, а заниматься этими видами спорта стала, когда училась в начальной школе. Она соревновалась летом в роликобежном спорте, а зимой в конькобежном. Выступала за клуб "WTL Stegny Warszawa" и "Stoczniowca Gdańsk". В 1998 году приняла участие в первых городских соревнованиях по конькобежному спорту, а в 2004 и 2005 годах стала 2-й в многоборье на молодёжном чемпионате Польши. Она дебютировала в 2005 году на взрослом чемпионате страны.
В 2007 году Госс стала 2-й в многоборье на юниорском чемпионате страны, а на взрослом чемпионате стала 3-й на дистанции 100 м в 2008 году и тогда же участвовала на юниорском чемпионате мира в Чанчуне. В 2009 году впервые выиграла чемпионат Польши в командной гонке, а через год вновь повторила результат. С 2011 по 2014 год на чемпионате Польши стала бронзовым призёром в командной гонке, в спринте и по два раза в многоборье и на дистанции 5000 м, а также стала серебряным призёром в забеге на 5000 м.
В 2015 году на 2-м чемпионате мира среди Университетов она выиграла на дистанции 5000 м и стала 4-й на 3000 м. Следом на чемпионате Польши выиграла бронзовую медаль на дистанции 3000 м и серебряную на 5000 м. Госс также дебютировала в сезоне 2014/15 на Кубке мира и с партнёршами дважды попала на подиум в командной гонке, заняв 2-е место в Берлине и 3-е в Херенвене. На дебютном чемпионате мира на отдельных дистанциях в Херенвене заняла 6-е место в командной гонке.
Через год одержала победу на чемпионате Польши в забеге на 5000 м и на чемпионате мира на отдельных дистанциях в Коломне она заняла 19-е место в масс-старте. Следом на чемпионате мира в Берлине заняла 24-е последнее место в сумме многоборья. В сезоне 2016/17 перешла в клуб "Stoczniowca Gdańsk". В 2018 году на чемпионате Польши завоевала "серебро" на дистанции 5000 м. В 2018 году она завершила карьеру спортсменки.

### Роликобежный спорт
Александра Госс параллельно с конькобежным спортом соревновалась в скоростном беге на роликах. В июле 2013 года она впервые участвовала на Всемирных играх в Колумбии и заняла там 12-е место в гонке на 10000 м, а следом выиграла Кубок мира в общем зачёте, став первой польской спортсменкой, завоевавшей этот титул. С 2012 по 2016 год она 11 раз становилась чемпионкой Польши. Выступала за клубы "UKS "Zryw", "Słomczyn oraz", "Zico Racing Speed Team". В 2017 году участвовала на Всемирных играх в Вроцлаве на дистанции 10000 м в гонке на выбывание, где заняла 7-е место.

## Личная жизнь и семья
Александра Госс окончила Варшавский Университет кардинала Стефана Вышиньского на факультете права и администрирования. Она любит красное мясо, вареные овощи и всевозможные фрукты. У неё есть большая слабость ко всему сладкому, особенно к шоколаду.